# Битва в Керченській протоці (1774)
Битва в Керченській протоці 1774 року — це дві битви які відбулися на південь від Керчі 20 червня та 9 липня 1774 року, між турецькими та російськими флотами під час російсько-турецької війни 1768—1774 років.

## Хід битви

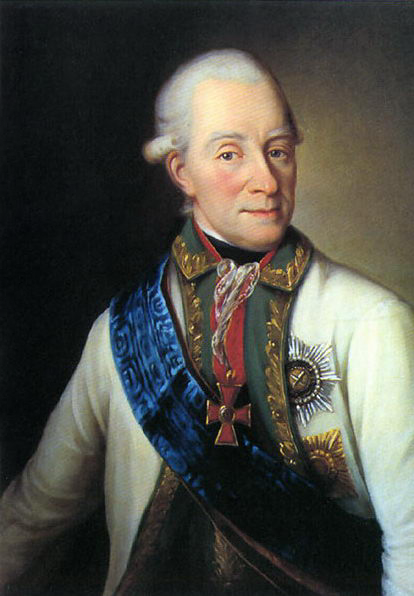
Адмірал Чичагов В. Я., портрет

9 червня турецький флот, який складався з 40 суден (5 лінійних кораблів, 9 фрегатів, а також 26 галер і шебек), спробував прорватися через Керченську протоку й раптово атакував загін російських кораблів під командуванням Чичагова В. Я.. Російські кораблі крейсерували біля узбережжя Криму, щоб не допустити висадки турецьких десантів. На той момент у розпорядженні Чичагова було 3 фрегати, 4 шістнадцятигарматні кораблі, 2 кочі та 3 малі допоміжні судна. Чичагов вирішив перешкодити туркам повернутися на свою базу. Російський загін встав на якір біля Керченської протоки, заблокував її, а наступного дня вирушив у напрямку Керчі.
28 червня турецький флот, який складався з 34 кораблів (6 лінійних кораблів, 7 фрегатів, 1 коча, 20 галер і шебек), спробував прорватися в Азовське море та знищити російську флотилію з 12 суден під командуванням віце-адмірала Сенявіна О. Н.. Ця флотилія охороняла Керченську протоку та супроводжувала транспорти, які прямували до Кримської армії, щоб перешкодити переправі російських військ через Керченську протоку. Попри трикратну чисельну перевагу, турецька атака на кораблі Сенявіна закінчилася повним провалом.
Гармати російської флотилії мали більшу дальність ураження, ніж у турецьких суден, що давало значну перевагу над противником. Турецькі кораблі не могли підійти на відстань свого вистрілу, як по них відкривався вогонь з російських суден. Турецький флот був вимушений відійти та скритись в морі.

## Підсумки
Зазнавши поразок на суші й на морі, Османська імперія була змушена просити про перемир'я. 21 липня 1774 року було укладено Кючук-Кайнарджійський мирний договір.
Відповідно до його умов:
1. Кримське ханство оголошувалося незалежним, але фактично переходило під контроль Російської імперії.
2. Територіальні надбання Росіїської імперії:
  1. Значна частина північного узбережжя Чорного моря переходила до Росії.
  2. Нова межа між державами пролягала по річках Буг і Кубань.
  3. Росія отримувала місто Керч і фортецю Єні-Кале в Криму.
  4. На Чорноморському узбережжі Північної Таврії Росія здобула фортецю Кінбурн.
3. Свобода судноплавства: Російський флот отримав право на вільний прохід через Босфор і Дарданелли, що значно зміцнило позиції Росії в Чорному та Середземному морях.

Кючук-Кайнарджійський мир став важливою віхою в історії російсько-турецьких воєн, позначивши ослаблення Османської імперії та зміцнення позицій Російської імперії на міжнародній арені.